# Blood for Blood (album Hellyeah)
Blood for Blood – czwarty album studyjny amerykańskiego zespołu muzycznego Hellyeah. Wydawnictwo ukazało się 10 czerwca 2014 roku nakładem wytwórni muzycznej Eleven Seven.

## Lista utworów
| Nr  | Tytuł utworu                          | Długość |
| --- | ------------------------------------- | ------- |
| 1.  | „Sangre por Sangre (Blood for Blood)” | 4:34    |
| 2.  | „Demons in the Dirt”                  | 3:53    |
| 3.  | „Soul Killer”                         | 3:34    |
| 4.  | „Moth”                                | 4:51    |
| 5.  | „Cross to Bier (Cradle of Bones)”     | 3:34    |
| 6.  | „DMF”                                 | 3:50    |
| 7.  | „Gift”                                | 3:48    |
| 8.  | „Hush”                                | 3:53    |
| 9.  | „Say When”                            | 2:55    |
| 10. | „Black December”                      | 4:33    |
| 11. | „Feast or Famine” (Bonus track)       | 3:21    |
| 12. | „Hush” (Bonus track; akustycznie)     | 3:53    |
|     |                                       | 46:39   |

## Twórcy albumu
- Chad Gray – wokal
- Tom Maxwell – gitara
- Kevin Churko – gitara basowa, produkcja
- Vinnie Paul – perkusja

## Listy sprzedaży
| Lista                           | Kraj              | Pozycja |
| ------------------------------- | ----------------- | ------- |
| Australian Charts               | Australia         | 41      |
| Billboard 200. Hard Rock albums | Stany Zjednoczone | 1       |
| Billboard 200. Rock albums      | Stany Zjednoczone | 7       |
| Billboard 200                   | Stany Zjednoczone | 18      |